# Initial Coin Offering
Initial Coin Offering (ICO) – metoda pozyskiwania kapitału w postaci kryptowalut lub tokenów, w celu finansowania przedsięwzięcia, najczęściej typu startup.

## Opis
Podmiot organizujący zbiórkę przedstawia swoje plany i założenia w dokumencie zwanym White Paper, będącym zarazem wzorcem umownym. Odpowiada za zorganizowanie akcji marketingowej i zapewnienie infrastruktury obsługującej inicjatywę poprzez smart contract oparty na technologii blockchain – program komputerowy przypisujący inwestorom określoną liczbę tokenów w zamian za kryptowaluty. Po spełnieniu określonego warunku, token daje inwestorowi pewne uprawnienia. W zależności od tych uprawnień, wyróżniono m.in.:
- tokeny użytkowe – dają uprawnienia w postaci np. pierwszeństwa do dóbr lub usług świadczonych przez emitenta,
- tokeny security – pozwalają użytkownikom brać udział w zyskach przedsięwzięcia, dają prawo głosu utytułowanym do tokenu
- tokeny personalne – reprezentują udział w zyskach generowanych przez osobę fizyczną.

Od crowdfundingu ICO różni się tym, że daje dodatkowe korzyści, które utytułowany do tokenu otrzyma po zrealizowaniu ściśle określonego warunku, co zapewnia smart contract w sposób zautomatyzowany.
Tokeny mogą być przedmiotem obrotu na wyspecjalizowanych platformach internetowych, pozwalając użytkownikom czerpać zyski, jeśli wartość określonej jednostki wzrośnie.
Częstym zjawiskiem są także zbiórki Pre-ICO, które są formą przedsprzedaży. Niektóre startupy przeprowadzają je w celu zgromadzenia środków, które pokrywają w późniejszym czasie samo ICO.

## Regulacje w Polsce
W Polsce NBP i KNF wydawały ostrzeżenia przed inwestowaniem w kryptowaluty i tokeny. Regulacje bezpośrednie dotyczą tylko aspektów związanych z AML – znowelizowano ustawę o przeciwdziałaniu praniu pieniędzy i finansowaniu terroryzmu: podmioty związane z obrotem kryptowalutami i tokenami to instytucje obowiązane, dotyczą ich procedury AML i KYC.
Obrót tokenami podlega zasadom ogólnym prowadzenia działalności gospodarczej świadczonej za pośrednictwem internetu.
KNF prowadzi program Innovation Hub, który pomaga podmiotom z branży FinTech dokonać kwalifikacji prawnej projektów związanych m.in. z tokenami.